# Gerd von Rundstedt
Karl Rudolf Gerd von Rundstedt (Aschersleben, 12 december 1875 – Hannover, 24 februari 1953) was een Duits Generaal-veldmaarschalk in de Tweede Wereldoorlog.

## Jeugd en carrière voor Eerste Wereldoorlog
Karl stamde uit een adellijke Pruisische familie en militair geslacht dat terugging tot de 12e eeuw. Op 12-jarige leeftijd ging hij naar de cadettenschool in Oranienstein. Hij kende al Engels van het Engelse kindermeisje dat men destijds in dienst had. Later zou Von Rundstedt het examen tolk Frans afleggen. Toen hij 16 jaar was, werd hij toegelaten tot de Haupt Kadetten Anstalt (de centrale Pruisische cadettenschool) in Groß-Lichterfelde bij Berlijn, waar hij in 1892 met succes het examen aflegde om toegelaten te worden tot de rang van aspirant-officier. In 1892 trad Von Rundstedt toe tot het 83e Infanterieregiment von Wittich (Kurhessische no. 3) te Kassel, waar hij zes maanden diende, om vervolgens aan de Kriegsschule te Hannover examen af te leggen voor de rang van Fähnrich. In 1902 trouwde hij met Louise von Götz, de dochter van een gepensioneerde officier. In datzelfde jaar slaagde hij voor het toelatingsexamen voor de Kriegsakademie, waarna het jonge paar verhuisde naar Berlijn. In 1906 werd Von Rundstedt op proef bij de Generalstab (Grote Generale Staf) aangesteld, en toen hij voor het laatste, zeer zware examen geslaagd was, werd hij in maart 1909 benoemd tot Hauptmann (Kapitein) bij de Generalstab. Hij werd geplaatst bij de staf van het hoofdkwartier van het 11e Armeekorps, en ging in september 1912 als compagniecommandant aan de slag bij het 171e Infanterieregiment in Colmar in Elzas-Lotharingen.

## Carrière vanaf Eerste Wereldoorlog
Hij diende reeds in de Eerste Wereldoorlog, waarbij hij uiteindelijk bevorderd tot stafchef van het 15e Legerkorps. In de Tweede Wereldoorlog leidde hij een legergroep in de aanval op Polen (1939) en Heeresgruppe A in de veldtocht tegen Frankrijk (1940). In 1940 werd hij tot Generaal-veldmaarschalk bevorderd. Tijdens Operatie Barbarossa leidde hij Heeresgruppe Süd, de opmars in Oekraïne, tot eind november 1941. Dit vanwege het feit dat hij ontslag nam nadat Adolf Hitler weigerde om zich tactisch terug te trekken uit Rostov. Na 1943 had hij het opperbevel over alle Duitse troepen aan het westelijke front. Ondanks zijn verachting voor en botsingen met Hitler, heeft hij nooit tegen hem samengespannen. Na de mislukte aanslag op Hitler werd hij onder druk gezet om voorzitter te worden van een eretribunaal (met Heinz Guderian en Wilhelm Keitel als leden) dat de officieren onder de samenzweerders oneervol uit het leger moest ontslaan. Van mei 1945 tot 1949 verbleef hij in krijgsgevangenschap. Hij werd ten slotte vanwege zijn slechte gezondheidstoestand in 1949 vrijgelaten en stierf op 24 februari 1953 in Hannover.

## Eerste Wereldoorlog
Bij het uitbreken van de Eerste Wereldoorlog kreeg Von Rundstedt onmiddellijk werk bij de operationele staf van de 22. Reservedivision. Hij werd later bevorderd tot majoor dankzij het uitbreken van de oorlog. Zijn divisie vocht tijdens de slag aan de Marne aan de rechtervleugel van het westfront. Tijdens deze gevechten werd de divisiecommandant gedood waarna Von Rundstedt het bevel overnam. Aan het begin van de loopgravenoorlog verliet hij de divisie en werd hij bij de staf van Duitse militaire regering in België geplaatst. Nadien diende hij nog bij verschillende divisies. Na de oorlog werd Von Rundstedt in het sterk verkleinde Duitse leger opgenomen, de Reichswehr.

## Tweede Wereldoorlog

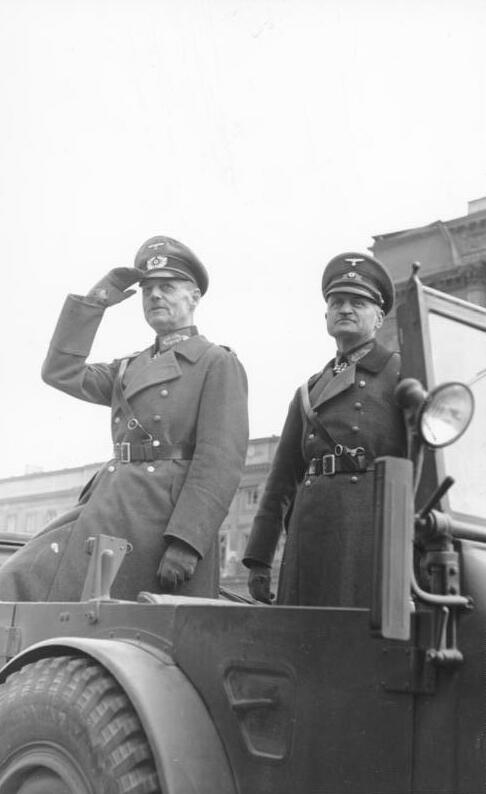
von Rundstedt met Blaskowitz in 1939

Op het moment dat Von Rundstedt ervan overtuigd was dat Hitler op een oorlog uit was, maakte hij duidelijk dat Duitsland nog helemaal niet klaar was voor het voeren van een moderne oorlog op korte termijn. Het gevolg was dat Hitler Von Rundstedt met pensioen stuurde. Hij haalde Von Rundstedt echter snel terug door het gebrek aan ervaren bevelhebbers. Toen de oorlog in september 1939 begon, was Von Rundstedt betrokken bij de aanval op de hoofdmacht van de Poolse strijdkrachten (Fall Weiss). Hij wist te voorkomen dat de Poolse troepen zich konden terugtrekken over de Weichsel. Voor zijn verdiensten kreeg hij het Ridderkruis van het IJzeren Kruis.
In de Duitse aanval op Frankrijk en de Lage Landen was Von Rundstedt bevelhebber van Heeresgruppe A. Samen met het grootste deel van de pantserstrijdkrachten rukte hij op door de Ardennen. Na de val van Frankrijk werd Von Rundstedt door Hitler benoemd tot Generalfeldmarschall. Toen begonnen ze met de planning van Operatie Seelöwe, de invasie van Groot-Brittannië. Deze invasie vond echter nooit plaats omdat de Luftwaffe er in de Slag om Engeland niet in slaagde het vereiste luchtoverwicht te behalen. Hitler besloot toen om te gaan plannen voor zijn hoofddoel, de verovering van de Sovjet-Unie. Heeresgruppe A. werd voorbereid op de aanstaande aanval.
In april 1941 werd Heeresgruppe A omgedoopt tot Heeresgruppe Süd. Toen op 22 juni 1941 Operatie Barbarossa begon, rukte Von Rundstedt op richting Kiev. Nadat de omsingelde Sovjets zich hadden overgegeven, rukte Heeresgruppe Süd op naar Rostov aan de Don. Von Rundstedt achtte het niet verantwoord meteen verder door te stoten naar de Wolga, zoals Hitler gewenst had, maar wilde eerst het veroverde gebied consolideren. Hitler was razend en Von Rundstedt bood zijn ontslag aan.
Tijdens deze militaire campagne verklaarde von Rundstedt zich “voll einverstanden” met de inhoud van een “Tagesbefehl” van de (destijds) opperbevelhebber van het 6e Leger, de generaal Walther von Reichenau om begrip op te brengen voor de “harde, maar gerechtvaardigde actie tegen het joodse Untermenschentum”.

### Westfront
In maart 1942 werd Von Rundstedt teruggeroepen en benoemd tot opperbevelhebber in het westen. Sinds de Amerikanen in december bondgenoten waren geworden van de Britten, was een geallieerde invasie een reële mogelijkheid. Hij moest het westfront hierop voorbereiden. Hierdoor had hij toezicht op de bouw van de Atlantikwall. Dit was een enorm netwerk van bunkers en verdedigingsstellingen aan de westkust van Europa, van Noorwegen tot aan de Spaanse grens.
In 1942 vond de eerste serieuze geallieerde landing plaats in Frankrijk, bij Dieppe. Voor de geallieerden liep dit echter uit op een regelrechte ramp: de Duitsers versloegen de voornamelijk Canadese troepen en de verliezen aan geallieerde zijde waren relatief gezien erg hoog. Tegen de regels van de oorlogswetten in leverde Von Rundstedt de geallieerde krijgsgevangenen uit aan de Gestapo.
Op 6 juni 1944, de dag die bekendstaat als D-Day, landden de geallieerden in Normandië. Von Rundstedt kende geen vrijheid van handelen met betrekking tot het verplaatsen van troepen. Hitler dacht dat D-Day een afleidingsmanoeuvre was voor een nog grotere landing in het nauw van Calais. Wilhelm Keitel vroeg op 1 juli 1944 via de telefoon aan Von Rundstedt: "Wat moeten we nu doen?" Von Rundstedt antwoordde: "De oorlog beëindigen, jullie idioten!" Keitel vertelde dit door aan Hitler en Von Rundstedt werd uit zijn commando ontzet en vervangen door Günther von Kluge. Wel kreeg Von Rundstedt voor zijn verdiensten de Eikenloof toegevoegd aan het Ridderkruis.
In de nasleep van het Complot van 20 juli 1944 tegen Hitler gaf Von Rundstedt zijn carrière een nieuwe impuls door op 2 augustus zitting te nemen in de Ehrenhof van de Wehrmacht, bestaande uit topofficieren, die tot doel had het leger te zuiveren van medeplichtigen aan die aanslag en ze voor de krijgsraad te slepen. In plaats daarvan werden ze aan Roland Freisler's Volksgerichtshof overgedragen. Generalfeldmarschall Günther von Kluge werd ook verdacht van betrokkenheid bij het complot en pleegde zelfmoord op 19 augustus 1944.

### Finale campagnes
Op 1 september 1944 werd Gerd Von Rundstedt door Adolf Hitler teruggeroepen als opperbevelhebber van het gehele westfront. Op 3 september, keerde Von Rundstedt terug naar OB West - Koblenz om de troepen aan het westelijk front drastisch te reorganiseren. In september kon Walter Model mede daardoor nog een succesvolle defensieve actie uitvoeren tijdens Operatie Market Garden. In naam was Von Rundstedt verantwoordelijk voor het afslaan van de geallieerde operatie Market Garden, waarbij de Nederlandse bruggen over de rivieren Waal en Rijn veroverd hadden moeten worden. Von Rundstedt werkte nadien mee aan het Ardennenoffensief waarover hij in naam ook het bevel voerde, hoewel hij van tevoren wist dat het doel, de herovering van Antwerpen, niet haalbaar was. In november 1944 voerde Walter Model dankzij Von Rundstedt nog een succesvolle defensieve actie uit in de Slag om het Hürtgenwald, net ten oosten van de Belgische grens.
De Slag om de Ardennen, het laatste grote Duitse offensief in het Westen, werd gelanceerd op 16 december. De Duitse operatie kreeg de codenaam ‘Wacht am Rhein’ maar werd bekender als het ‘Von Rundstedt-offensief'. Generalfeldmarschall Von Rundstedt was maar zijdelings bij de voorbereidingen betrokken, maar de geallieerden dachten het tegenovergestelde, aangezien hij bevelhebber was van de Duitse troepen van het westelijke front. De Duitse divisies hadden als ultieme doel de herovering van de Antwerpse haven, waardoor de geallieerde bevoorrading in de problemen zou komen. Von Rundstedt zag de nabije toekomst niet rooskleurig in. Zo verklaarde hij; "‘Het was voor mij duidelijk dat de beschikbare troepen veel te gering in aantal waren, en in feite geloofde geen enkele militair dat het doel, de herovering van Antwerpen, was te verwezenlijken. Maar ik wist dat het zinloos was om bij Hitler de haalbaarheid van iets te betwisten". Op 27 januari 1945 was de strijd beslecht. De geallieerden hadden gewonnen. Het Ardennenoffensief had welgeteld 53 dagen geduurd.
Von Rundstedt zocht de oorzaken van de Duitse nederlaag bij de slechte samenstelling van de troepen, de slechte bevoorrading van vooral brandstof, en de ontoereikende transportmogelijkheden. Maar de beslissende factor was het overwicht van het geallieerde leger, waarvan Hitler de kracht compleet had onderschat. Op 18 februari 1945 kreeg hij van Hitler de Zwaarden bij het Ridderkruis toegevoegd, vanwege zijn uitstekende verdiensten. Op 11 maart 1945 werd Generalfeldmarschall Gerd Von Rundstedt voor de laatste maal ontslagen. Dit vanwege de succesvolle oversteek van Amerikaanse soldaten bij de niet opgeblazen Ludendorffbrug over de Rijn bij Remagen.

## Gevangenneming

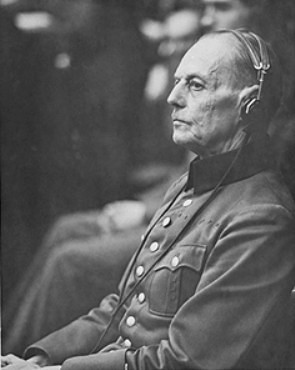
Gerd Von Rundstedt voor het militaire tribunaal in Neurenberg

De Generalfeldmarschall werd in mei 1945 door Amerikaanse soldaten gevangengenomen in Bad Tölz en uitgeleverd aan Groot-Brittannië. Meer dan drie jaar bracht hij in gevangenschap door vooraleer hij verscheen om te getuigen voor het militaire tribunaal in Neurenberg. Hoewel hij op het hoogste niveau betrokken was bij de meeste militaire campagnes en zelfs schriftelijk zijn instemming had betuigd met het uitroeien van 'minderwaardige rassen' hebben de Britten, wegens zijn hoge leeftijd, zijn zwakke gezondheid en om de Duitse publieke opinie te ontzien (West-Duitsland was inmiddels de facto een bondgenoot in de Koude Oorlog), afgezien van een formele strafrechtelijke vervolging en lieten hem in 1949 vrij. Hij stierf op 24 februari 1953 in Hannover.

## Militaire loopbaan
- Fähnrich: 22 maart 1892[4][11][12]
- Sekondeleutnant: 17 juni 1893[4][12][13]
- Oberleutnant: 12 september 1902[4][12][13]
- Hauptmann i.G.: 24 maart 1909[11]- maart 1907[4][12][13]
- Major i.G.: 28 november 1914[4][11][12][13]
- Oberstleutnant i.G.: 1 oktober 1920[4][12][13]
- Oberst i.G.: 1 februari 1923[4][11][12][13]
- Generalmajor: 1 november 1927[4][12][13]
- Generalleutnant: 1 maart 1929[4][11][12][13]
- General der Infanterie: 1 oktober 1932[4][12][13][14]
- Generaloberst: 1 maart 1938[4][11][12][13][14]
- Generalfeldmarschall: 19 juli 1940[4][11][12][13][14]

## Decoraties
- Ridderkruis van het IJzeren Kruis (nr.1) op 30 september 1939 als Generaloberst en Commandant van Heeresgruppe Süd[4][5][12][13][15][16]
- Ridderkruis van het IJzeren Kruis met Eikenloof (nr.519) op 1 juli 1944 als Generalfeldmarschall en Opperbevelhebber West[4][5][12][13][15][16]
- Ridderkruis van het IJzeren Kruis met Eikenloof en Zwaarden (nr.133) op 18 februari 1945 als Generalfeldmarschall en Opperbevelhebber West[4][5][12][13][15][16]
- China-Herdenkingsmunt in 1902
- Centenarmedaille[4][13]
- IJzeren Kruis 1914, 1e en 2e Klasse[4][5][13][15][17]
- Orde van Militaire Verdienste (Beieren), 4e Klasse met Zwaarden en met Kroon[4][13] op 9 augustus 1915[4][17]
- Ridder der Eerste Klasse in de Albrechtsorde met Zwaarden[4]
- Kruis voor Oorlogsverdienste (Lippe)[4][17]
- Ridder der Tweede Klasse in de Orde van de Witte Valk[4][17]
- Ridder der Eerste Klasse in de Saksisch-Ernestijnse Huisorde[4][13]
- IJzeren Halve Maan[4][17]
- Kruis voor Militaire Verdienste (Oostenrijk-Hongarije), 3e Klasse met Oorlogsdecoratie[4][12][17]
- Grootkruis in de Orde van de Italiaanse Kroon op 7 juni 1938[4][12][15]
- Dienstonderscheiding van Leger en Marine voor (25 dienstjaren)[13]
  - Eikenloof (40 dienstjaren)[4][12][13]
- Orde van Michaël de Dappere, 1e (1 september 1942[4][13]), 2e (19 september 1941[4][13]) en 3e Klasse (19 september 1941[4][13][15])
- Erekruis der Derde Klasse in het Vorstelijk Schwarzburgs Erekruis[4][13]
- Kruis der Vierde Klasse in de Orde van Verdienste (Waldeck)[4][13][17]
- Orde van de Rode Adelaar, 4e Klasse[12][13]
- Grootkruis in de Orde van Militaire Verdienste (Beieren)[12][13]
- Grootkruis in de Orde van Verdienste (Hongarije)[13] op 11 augustus 1937[4]
- Kruis voor Verdienste (Saksen), 1e Klasse[12]
- Hij werd meerdere malen genoemd in het Wehrmachtsbericht. Dat gebeurde op:
- 6 augustus 1941[4][15][18]
- 8 augustus 1941[4][15][19]
- 19 september 1941[4][15][20]
- 11 oktober 1941[4][15][21]
- 12 oktober 1941[4][15][22]
- 10 september 1943[4][15][23]